# Plymouth Road Runner
Plymouth Road Runner är en muskelbil från Plymouth. Den tillverkades mellan 1968 och 1980. Från början var basmotorn Chrysler-koncernens 383-motor. Den starkare 426 Hemi-motorn fanns som tillval t o m 1971 års modell. 1969 tillkom en motor på 440 kubiktum. Från och med 1972 års modell ersattes 383-motorn med en motor på 400 kubiktum. Detta år tillkom även en motor på 340 kubiktum. 1975 års modell baserades på Plymouth Fury. De fem sista årsmodellerna var modellen ett utrustningstillval till Plymouth Volare. Den såldes med motorer på 318 och 360 kubiktum. Ett specialutförande av Road Runnern, avsett för tävlingsbruk, tillverkades också, se vidare Plymouth Superbird. Jack Smith var det som tog fram Road Runnern 1968. Man ville ha en så billig bil som möjligt med stor motor. Man kunde köpa en ny Road Runner för under $3000. 1969 och 1970 fanns den även som cabriolet.
- Wikimedia Commons har media som rör Plymouth Road Runner.